# 알코올 120%
알코올 120%(Alcohol 120%)은 알코올 소프트(Alcohol Soft)가 만들었으며, 광학 디스크 저작 프로그램의 성질을 가진 디스크 이미지 에뮬레이터이다. 알코올 120%는 지금은 중단되어버린 팬텀 CD CD-ROM 드라이브 에뮬레이터를 직접 배포하면서 시작하게 되었다.

## 기능
알코올 120%는 사유 미디어 서술자 이미지 파일 형식이나 잘 알려진 수많은 다른 포맷으로 디스크 이미지를 만들 수 있다. 이 프로그램에서 두 번째로 잘 알려진 기능은 디스크 이미지를 최대 31개의 가상 드라이브에 마운트할 수 있으며, 물리 디스크 복사본을 필요하지 않게 한다는 것이다.
알코올 소프트웨어는 가상 드라이브가 하드 디스크 속도에 따라, 전통적인 CD-ROM 드라이브 속도에 200배 이상 빠르게 동작한다고 언급한다. 알코올 120%는 또한 이러한 이미지를 CD/DVD 디스크에 기록하는 데 쓸 수도 있다. 여러 개의 CD/DVD 장치에 동시 기록하는 기능 또한 지원한다. 데몬 툴스와 같은 다른 디스크 이미지 소프트웨어와 마찬가지로, 알코올은 루트킷 기술을 포함하고 있다. 

## 지원 파일 형식
알코올 120%의 이미지 마운트 기능은 아래의 형식들을 지원한다:
- .mds/.mdf, 미디어 서술자 이미지 파일 (기본 형식)
- .ccd/.img/.sub, 클론CD 이미지 파일
- .cue/.bin, CDRWIN 이미지 파일
- .iso, 표준 ISO 이미지 파일
- .bwt/.bwi/.bws, 블라인드리드 이미지 파일
- .cdi, 디스크저글러 이미지 파일
- .nrg, 네로 버닝 롬 이미지 파일
- .pdi, 인스턴트 CD/DVD 이미지 파일
- .b5t/.b5i, 블라인드라이트 V5/V6 이미지 파일 (.b6t/.b6i 포함)
- .isz, 울트라ISO 이미지 파일

이미지 저작 도구는 다음의 형식들을 지원한다:
- .mds/.mdf, 미디어 서술자 이미지 파일 (기본 형식)
  - DVD 형태의 디스크 이미지를 만들 때, 알코올 120%는 .mdf/.mds 형식만 지원한다.
- .ccd/.img/.sub, 클론CD 이미지 파일
- .cue/.bin, CDRWIN 이미지 파일
- .iso, 표준 ISO 이미지 파일

## 복사 보호
알코올 120%의 이미지 기록 기능은 세이프디스크와 SecuROM과 같은 특정한 복사 보호 계획을 무시할 수 있다. 드림캐스트, 플레이스테이션, 플레이스테이션 2 파일 시스템으로부터 이미지를 만들어 낼 수도 있다. 특정한 복사 보호 계획은 복사 보호를 무시하는 기능을 갖춘 버너 하드웨어를 요구한다. 이 프로그램은 콘텐츠 스크램블 시스템으로 보호된 DVD 타이틀을 백업하지 못 한다.
일부 소프트웨어 제조업체들은 소프트웨어 블랙리스트 방식을 이용하여 알코올 120%가 소프트웨어를 복사하지 못하게 막는다.
블랙리스트 방식에 대처하는 시도로 Anti-blaxx와 CureRom와 같은 서드 파티 도구가 있다.

## 알코올 52%
알코올 52%는 시디 기록 기능이 없는 버전의 알코올 120%이다. 이미지 파일을 만들 수 있고, 최대 6 개의 가상 드라이브에 이미지를 마운트할 수 있다는 점에서 알코올 120%와 비슷하다. 광고 도구 모음이 번들 옵션으로 포함되어 있다. 이 버전은 프리웨어로 배포된다.

## 알코올 68%
알코올 68%는 드라이브 에뮬레이션 기능은 없지만 디스크 기록 엔진이 내장된 버전의 알코올 120%이다.

## 수상
- European ShareWare Conference 2006 Epsilon Award[3]

## 같이 보기
- 데몬 툴스
- SPTD